# 大町定夫
大町 定夫（おおまち さだお、1953年4月21日 - ）は、山口県光市出身の元プロ野球選手（投手）。1983年の登録名は大町 定生（読みは同じ）。
現在は、阪神タイガースの球団職員。

## 来歴・人物
柳井商高では1年次の1969年に秋季中国大会で準々決勝に進むが、米子東高に敗退。その後は県予選で敗れて甲子園には出場できず、卒業後の1972年に新日本製鐵光へ入社。
1973年からは偏光グラスをかけ出してプロでもトレードマークになる。1973年のドラフトで太平洋クラブライオンズに6位で、1975年のドラフトではロッテオリオンズに2位で指名されたが、どちらも拒否して新日本製鐵光でのプレーを続けた。
1978年には創部17年目で都市対抗野球初出場を果たし、1回戦で先発するが日本通運に惜敗。この時のチームメイトに大町をリリーフした山本和男がいる。
1979年の都市対抗では初出場の三菱重工広島に補強されて出場し、1回戦から5連投で3勝を記録すると、決勝でも先発し熊谷組に9回逆転勝ちで初優勝の原動力となった。最高殊勲選手に与えられる橋戸賞を受賞し、第4回インターコンチネンタルカップ日本代表に選出され、日本の準優勝に貢献。同年オフにドラフト外で阪神タイガースへ入団。
1980年から主に中継ぎとして37試合に登板。
1981年には主に抑えとして50試合登板で7勝8セーブ、防御率1.91の成績を収めた。
1982年には4月末から先発陣の一角として起用されるが結果を残せず。
1983年限りで現役を引退。
実働僅か4年の現役生活であったが、引退後は、スコアラーやマネージャーを歴任し、2000年には営業部の課長に昇進。

## 詳細情報

### 年度別投手成績
| 年 度     | 球 団     | 登 板 | 先 発 | 完 投 | 完 封 | 無 四 球 | 勝 利 | 敗 戦 | セ 丨 ブ | ホ 丨 ル ド | 勝 率 | 打 者 | 投 球 回 | 被 安 打 | 被 本 塁 打 | 与 四 球 | 敬 遠 | 与 死 球 | 奪 三 振 | 暴 投 | ボ 丨 ク | 失 点 | 自 責 点 | 防 御 率 | W H I P |
| --------- | --------- | ----- | ----- | ----- | ----- | -------- | ----- | ----- | -------- | ----------- | ----- | ----- | -------- | -------- | ----------- | -------- | ----- | -------- | -------- | ----- | -------- | ----- | -------- | -------- | ------- |
| 1980      | 阪神      | 37    | 2     | 0     | 0     | 0        | 2     | 2     | 4        | --          | .500  | 284   | 71.2     | 61       | 10          | 14       | 4     | 3        | 45       | 0     | 0        | 25    | 22       | 2.75     | 1.05    |
| 1981      | 阪神      | 50    | 0     | 0     | 0     | 0        | 7     | 1     | 8        | --          | .875  | 338   | 79.2     | 71       | 4           | 28       | 8     | 6        | 41       | 0     | 0        | 20    | 17       | 1.91     | 1.24    |
| 1982      | 阪神      | 35    | 9     | 0     | 0     | 0        | 2     | 3     | 0        | --          | .400  | 311   | 71.2     | 76       | 18          | 17       | 2     | 5        | 42       | 0     | 0        | 48    | 41       | 5.13     | 1.30    |
| 1983      | 阪神      | 21    | 1     | 0     | 0     | 0        | 0     | 1     | 0        | --          | .000  | 123   | 27.1     | 30       | 3           | 10       | 1     | 3        | 16       | 0     | 0        | 17    | 14       | 4.61     | 1.46    |
| 通算：4年 | 通算：4年 | 143   | 12    | 0     | 0     | 0        | 11    | 7     | 12       | --          | .611  | 1056  | 250.1    | 238      | 35          | 69       | 15    | 17       | 144      | 0     | 0        | 110   | 94       | 3.38     | 1.23    |

### 記録
- 初登板：1980年5月27日、対中日ドラゴンズ6回戦（阪神甲子園球場）、7回表に2番手として救援登板、1/3回無失点
- 初奪三振：1980年5月28日、対中日ドラゴンズ7回戦（阪神甲子園球場）、8回表に堂上照から
- 初先発：1980年7月16日、対横浜大洋ホエールズ14回戦（横浜スタジアム）、4回2/3を2失点
- 初勝利：1980年8月6日、対中日ドラゴンズ17回戦（ナゴヤ球場）、4回裏1死に2番手として救援登板、5回1失点
- 初セーブ：1980年8月21日、対広島東洋カープ17回戦（広島市民球場）、8回裏に2番手として救援登板・完了、2回無失点
- 初先発勝利：1980年10月15日、対中日ドラゴンズ26回戦（ナゴヤ球場）、7回3失点

### 背番号
- 18 （1980年 - 1983年）

### 登録名
- 大町 定夫 （おおまち さだお、1980年 - 1982年）
- 大町 定生 （おおまち さだお、1983年）